# Роксанна Холл
Роксанна Холл (англ. Roxanne Hall, настоящее имя Анжела Макклауд, англ. Angela McCloud, род. 17 марта 1976, Ромфорд, Большой Лондон) — британская порноактриса, лауреатка премии AVN Awards.

## Биография
Родилась 17 марта 1976 года. Дебютировала в порноиндустрии в 1994 году, в возрасте 18 лет. В 1997—1998 годах работала по контракту со студией Elegant Angel под именем Slutwoman. Затем на пять лет покинула индустрию, вернувшись в 2003 году с фильмом Slutwoman’s Revenge.
В 2007 году Холл и Джей Джей Майклз начали снимать фильмы для Wonderland Entertainment.
Вместе со Стефани Свифт снялась в видеоклипе Bar X The Rocking M группы The Melvins.
Ушла из индустрии в 2014 году, снявшись в 651 фильме.
У Холл есть татуировки на левой руке и правой икре, пирсинг в языке.
В 1996 году вышла замуж за режиссёра и актёра Джона Декера («Пуленепробиваемый», 1996). У Декера и Холл есть общий ребёнок, но брак продлился всего несколько лет: в 1999 году они развелись.

## Награды и номинации
- 1999 AVN Awards — победа: лучшая лесбийская сцена (видео) — Buttslammers 16[7]
- 1999 XRCO Award — номинация: исполнительница года
- 1999 XRCO Award — номинация: лучшая лесбийская сцена — Buttslammers 16
- 1999 XRCO Award — номинация: лучшая лесбийская сцена — All American Pussy Search
- 2005 AVN Awards — номинация: лучшая сцена группового секса — Squirtwoman
- 2006 AVN Awards — номинация: лучшая сцена анального секса — Lex Steele XXX 5
- 2006 AVN Awards — номинация: лучшая актриса второго плана — Les Bitches
- 2011 AVN Awards — номинация: лучшая актриса — Scorned

## Избранная фильмография
- 1994 Tiffany Lords Straps One On 1 & 2
- 1995 Hollywood Lesbians
- 1996 No Man’s Land 14
- 1997 No Man’s Land 17
- 1997 No Man’s Land 18
- 1997 : Best of Buttslammers 14
- 1997 : Best of Buttslammers 15
- 1997 : Best of Buttslammers 15
- 1998 Welcome To The Cathouse
- 1999 Erotic World of Shayla LaVeaux
- 2000 Euro Anal Sluts 1 & 2
- 2001 Deep Inside Jenna Jameson
- 2002 No Man’s Land 37
- 2003 Girl Time
- 2004 Pussy Party 5
- 2005 Pussy Party 9
- 2006 Smother Sisters
- 2007 Vaginaterians
- 2008 Busted 1
- 2009 Cougars Love Kittens
- 2010 Girls Who Want Girls
- 2011 Lesbian Adventures: Strap-On Specialists 3
- 2012 Fuck My Mom and Me 18